# Vegetariánství podle zemí

Značky k rozlišení vegetariánských (vlevo) a nevegetariánských (vpravo) potravin jsou v Indii ze zákona povinné.

Po celém světě je na vegetariánství nahlíženo z různých pohledů. V některých oblastech je pro vegetariánství kulturní a dokonce i právní podpora, jako například v Indii a Velké Británii, kde se označují potravin tak, aby vegetariánům usnadnili identifikaci potravin slučitelných s jejich stravou.

## Přehled
| Země               | Vegetar. strava (%) | Přibl. počet osob       | Údaj za rok | Veganská strava (%) | Přibl. počet osob   | Zdrojový rok | Poznámka                                |
| ------------------ | ------------------- | ----------------------- | ----------- | ------------------- | ------------------- | ------------ | --------------------------------------- |
| Austrálie          | 2 %                 | 327 000                 | 2010        | 0,06 %              | 9 800               | 2010         | dospělá populace                        |
| Brazílie           | 7,6 %               | 15 200 000              | 2012        |                     |                     |              | dospělá populace                        |
| Česko              | 1,5 %               | 235 000                 | 2003        |                     |                     |              |                                         |
| Čína               | 4 % - 5 %           | 54 428 000 - 68 035 000 | 2013<.      |                     |                     |              |                                         |
| Dánsko             | 4 %                 | 220 000                 | 2011        |                     |                     |              |                                         |
| Finsko             | 2 % - 3 %           | 108 000 - 162 000       | 2011        | 0,5 %               | 27 000              | 2013         | % veganů jen odhad                      |
| Francie            | 3 % - 5 %           | 1 988 000 - 3 300 000   | 2014        |                     |                     |              |                                         |
| Indie              | 48 %                | 312 500 000             | 2014        |                     |                     |              |                                         |
| Izrael             | 13 %                | 1 047 000               | 2015        | 5 %                 | 421 000             | 2015         |                                         |
| Itálie             | 7,1 %               | 4 246 000               | 2015        | 0,7 % - 2,8 %       | 400 000 - 1 680 000 | 2015         |                                         |
| Japonsko           | 4,7 %               | 5 964 300               | 2014        | 2,7 %               | 3 432 000           | 2014         |                                         |
| Kanada             | 4 %                 | 1 264 000               | 2003<       |                     |                     |              |                                         |
| Lotyšsko           | 3 % - 5 %           | 60 000 - 100 000        | 2013        |                     |                     |              | odhad                                   |
| Německo            | 6 % - 8,7 %         | 4 786 000 - 7 000       | 2015 2011   | 1 0%                | 800 000             | 2011         |                                         |
| Nizozemsko         | 4,5 %               | 738 000                 | 2008        |                     |                     |              |                                         |
| Norsko             | 2 %                 | 100 000                 | 2012        |                     |                     |              | odhad                                   |
| Nový Zéland        | 2,3 %               | 106 000                 | 2016        |                     |                     |              |                                         |
| Polsko             | 3,2 %               | 1 228 800               | 2013        | 1,6 %               | 608 000             | 2013         |                                         |
| Portugalsko        | 1,8 %               | 200 000                 | 2014        |                     |                     |              |                                         |
| Rakousko           | 9 %                 | 765 000                 | 2013        |                     |                     |              |                                         |
| Rusko              | 3 % - 4 %           | 4 380 000 - 5 840 000   | 2014        |                     |                     |              |                                         |
| USA                | 1,9 % - 3,4 %       | 6 140 000 - 10 883 000  | 2015        | 0,5 %               | 1 600 000           |              | studie z roku 2015 zahrnuje jen dospělé |
| Španělsko          | 4 %                 | 1 788 000               | 2007        |                     |                     |              |                                         |
| Švédsko            | 10 %                | 970 000                 | 2014        | 4 %                 | 390 000             | 2014         |                                         |
| Švýcarsko          | 5 %                 | 375 000                 | 2007        |                     |                     |              |                                         |
| Tchaj-wan          | 7,5 %               | 1,700 000               | 2007        |                     |                     |              |                                         |
| Spojené království | 2 % - 12 %          | 1 292 000 - 7 752 000   | 2012 2014   | 1,05 %              | 542 000             | 2016         | % veganů starších 15 let                |

## Indie
Indie je země s největším podílem vegetariánů na světě. Je považována za místo vzniku vegetariánství hlavně díky náboženství v oblasti. V Indii je hlavním směrem laktovegetariánství. K vegetariánství se zde hlásí přibližně 40 % obyvatelstva, což při přepočtu znamená, že 70 % všech vegetariánů na světě je z Indie. V Indii platí zákonná povinnost označovat potraviny etiketami rozlišujícími vegetariánskou a nevegetariánskou stravu.

## Spojené státy americké
Nejčastější je ve Spojených státech vegetariánství a veganství. Poslední součty (2015) ukazují 2,5 % vegetariánů a 2,5 % veganů. V roce 2009 to bylo celkem 1 %.

## Spojené království
Ve Velké Británii se hlásí k vegetariánství 12,5 % populace, mezi mladými dokonce 20 % a běžně jsou výrobky ze živočišných produktů dobře rozpoznatelné – často je na obalu dobrozdání místní Vegetarian Society (Vegsoc approved). Od roku 2009 do 2013 se počet vegetariánských produktů zdvojnásobil. Vegetariánství zde má velmi dlouhou tradici, vegetariánská společnost byla pod tímto názvem založena již v roce 1847.

## Irsko
V Irsku je poměr vegetariánů menší než v Británii, ale pro vegetariánské turisty je stravování poměrně jednoduché.

## Japonsko
Zde se pod pojmem vegetarián (i když ne příliš správně) označují pescetariáni.

## Belgie a Nizozemsko
V Belgii je vegetariánů kolem 2 %, v Nizozemsku 4,3 %.[zdroj⁠?!], počet však rychle roste. Obě země jsou k vegetariánství poměrně vstřícné, vegetariánské restaurace a menu jsou velice časté. V Nizozemsku jsou vegetariánské potraviny označeny logem místní organizace Vegetarisch Keurmerk. Velmi rozšířené je zde však flexitariánství, v některých městech (např. Gent) se pořádají bezmasé dny.

## Itálie
V Itálii se k vegetariánství hlásí 7 % populace. Vegetariánství je rozšířeno zvláště mezi mladší populací a ženami. Běžné jsou i vegetariánské restaurace. Italská kuchyně, hojně využívající zeleninu a sýry, je vůči vegetariánskému způsobu stravování poměrně vstřícná, na druhou stranu je řada zdánlivě vegetariánských jídel v restauracích kontaminována nenápadnými masnými přísadami, zvláště ančovičkami.

## Francie, Španělsko, Portugalsko
V Portugalsku pouhých 0,3 %, ve Francii asi 2 % a ve Španělsku 4 % populace. Vegetariánství je v těchto zemích značně neobvyklé, restaurace či například školní jídelny nabízejí vegetariánské pokrmy jen výjimečně. Ve Španělsku je to mimo jiné vinou fašistického režimu, který jej pokládal za příznak levicové politické orientace.

## Německo a Rakousko
V Německu se za vegetariány považuje 8–9 % obyvatel, což je 7 miliónů. Po Itálii je to druhé nejvyšší číslo v Evropě. Dostupnost vegetariánské stravy je zde dobrá. 
Švýcarsko

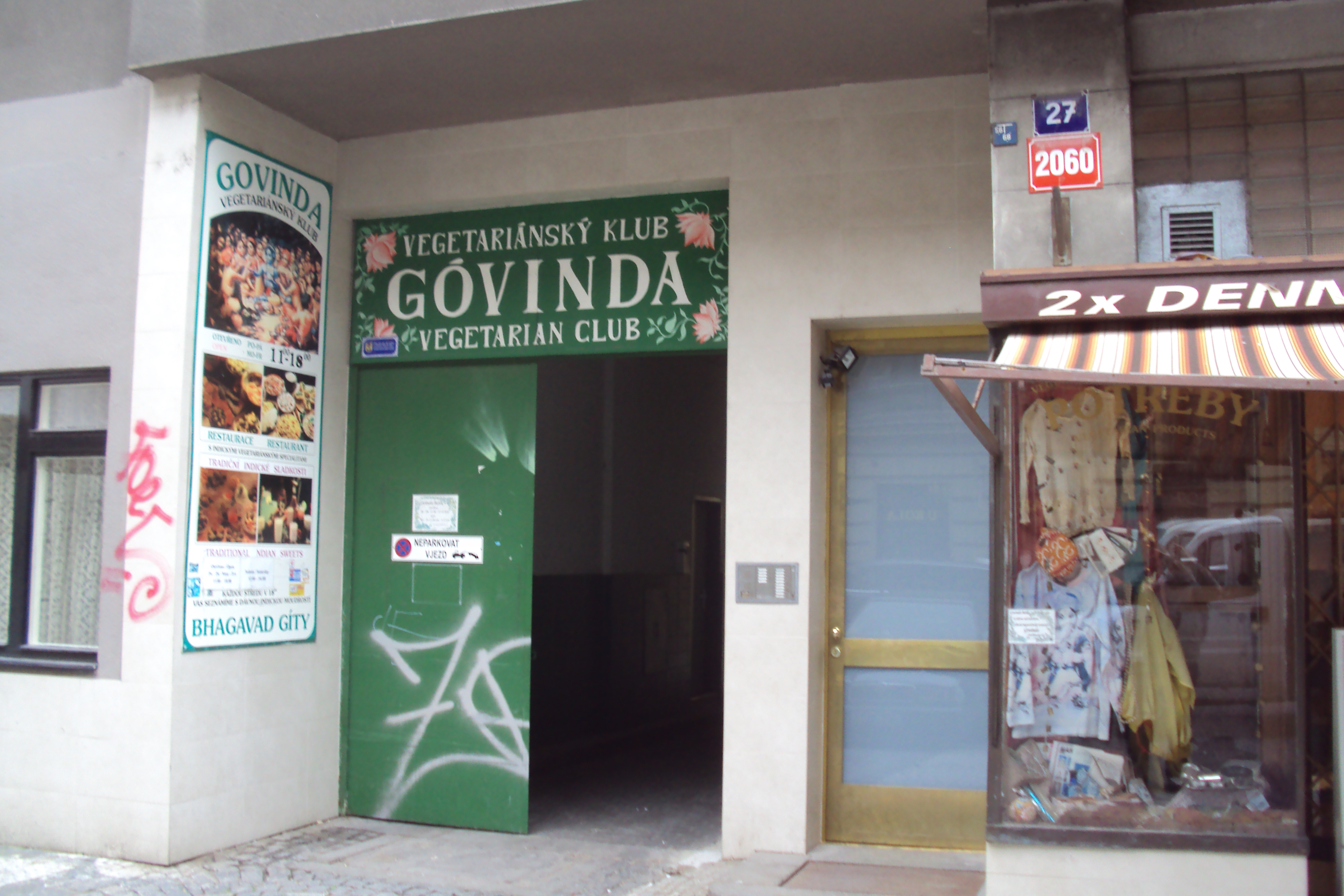
Vegetariánská jídelna Góvinda v Praze 1

V této zemi je pohled na vegetariánství rozdílný podle toho, ve které části země se nacházíte. V německy mluvící části je situace podobná Německu, ale v italsky a francouzsky mluvící části bývají vegetariáni ignorováni a neexistují tam žádné restaurace pro vegetariány. Podíl vegetariánů v populaci se stanovuje na 9 %, což je celkem vysoké číslo.

## Norsko a Dánsko
Zde je situace podobná Německu, ale vegetariánské obchody jsou zde méně časté. V Norsku je 1–2 % vegetariánů v populaci.

## Česko
V České republice je počet vegetariánů poměrně malý (asi 1–2 % ) a vegetariánské restaurace zde nejsou příliš rozšířeny. Přesto ve většině restaurací nebývají potíže s objednáním bezmasých jídel, která bývají často vyznačena na jídelním lístku. Někdy dochází k omylům, jako vegetariánské se tak někdy nabízí krevety, pokrmy využívající živočišný tuk a podobně.